# Modern Jazz Quartet
Le Modern Jazz Quartet ou MJQ est un groupe de jazz américain formé en 1952 par Milt Jackson (vibraphone), John Lewis (piano, directeur musical), Percy Heath (basse) et Kenny Clarke (batterie), remplacé par Connie Kay en 1955.

## Historique
Milt Jackson, John Lewis et Kenny Clarke ont joué pour la première fois dans un quartet alors qu'ils faisaient partie du Dizzy Gillespie orchestra, de 1946 à 1950. Avec Ray Brown, ils jouaient durant les intermèdes destinés à donner au trompettiste le temps de se reposer. Ils ont enregistré un album sous le nom de Milt Jackson Quartet en 1951.
À l'origine, Jackson et Lewis partageaient le rôle de directeur musical, mais Lewis prit l'entière responsabilité de cette position.
Le groupe a souvent joué avec des musiciens classiques, mais son répertoire était principalement constitué de pièces standards de bop et swing de l'époque. Parmi les compositions originales du groupe, on retrouve Django par Lewis (en hommage au guitariste de jazz Django Reinhardt), Afternoon In Paris, aussi par Lewis et Bags' Groove par Jackson (Bags était son surnom).
Le groupe a d'abord été enregistré par Prestige et plus tard par Atlantic. À la fin des années 1960, entre leurs deux périodes avec Atlantic, ils signèrent avec Apple Records, le label des Beatles (le seul groupe de jazz avec cette étiquette), et ont lancé deux albums – Under the Jasmine Tree (1967) et Space (1969).
En 1974, Milt Jackson quitte le groupe parce qu'il préférait un style de jeu plus libre et qu'il était fatigué de tourner. En 1981, les anciens membres du MJQ se réunirent pour jouer dans des festivals puis, plus tard, sur une base permanente de six mois par an. Le dernier enregistrement du MJQ est sorti en 1993. Heath, le dernier survivant du groupe, est décédé en 2005.

## Discographie

### En studio
- Concorde (en) (1955) (premier enregistrement avec Connie Kay à la batterie)
- Django (1956)
- Fontessa (en) (1956) (premier album produit par Atlantic Records)
- Pyramid (en) (1959)
- The Comedy (en) (1962)
- Jazz Dialogue (en) avec le All-Star Jazz Band (1965)
- Plastic Dreams (en) (1971)
- Blues on Bach (en) (1973)
- Topsy: This One's for Basie (en) (1985)
- Echoes (en) (1984)
- Three Windows (en) avec le New York Chamber Symphony (1987)
- For Ellington (en) (1988)

### En concert
- European Concert (en) (1960, sorti en 1995)
- Dedicated to Connie (en) (1960)
- The Complete Last Concert (en) (1974, sorti en 1988)
- Reunion at Budokan 1981 (en) (1981)
- Together Again: Live at the Montreux Jazz Festival '82 (en) (1982)
- MJQ & Friends: A 40th Anniversary Celebration (en) (1994)